# Neckarsulmer-Pipe 18/28 HP e 15/24 HP
La Neckarsulmer-Pipe 18/28 HP (o NSU-Pipe 18/28 HP, o NSU-Pipe 18/28 PS) è un'autovettura di lusso prodotta tra il 1905 ed il 1908 dalla Neckarsulmer Fahrradwerke AG, la Casa automobilistica tedesca che in seguito sarebbe divenuta nota come NSU. Questo fu il primo modello prodotto con tale marchio. A partire dal 1906, in seguito a una nuova normativa fiscale introdotta in Germania, la vettura fu ribattezzata 15/24 HP.

## Storia e profilo
All'inizio del XX secolo, la Neckarsulmer Fahrradwerke AG era dedita già da alcuni anni alla produzione di motociclette, un settore nel quale, tra l'altro, stava ottenendo un gran successo. Per questo, di lì a non molto fu inevitabile la tentazione di spiccare il grande salto nel mondo dell'industria automobilistica, che in quel periodo già cominciava a contare alcune aziende di rilievo, come la DMG, e la Benz, ecc, solo per citare alcune fra quelle tedesche. Ma mentre queste ultime avevano alle spalle un discreto bagaglio tecnologico che consentiva loro di progettare e realizzare per intero le loro vetture, la Neckarsulmer (come veniva chiamata per brevità) non disponeva ancora delle conoscenze e della tecnologia necessarie per la realizzazione, ad esempio, di un vero e proprio telaio automobilistico. Nel 1889 aveva permesso alla DMG di realizzare una vettura, la Stahlradwagen, che poi venne anche esposta alla Exposition Universelle di Parigi, ma il telaio realizzato in quel periodo dalla Neckarsulmer era più affine a quello di una bicicletta che non a quello di una vera e propria autovettura.
Per questo, se la Neckarsulmer voleva debuttare nel mercato automobilistico, avrebbe dovuto affidarsi inizialmente ad una produzione su licenza, avrebbe dovuto acquisire i diritti di riprodurre un progetto già esistente. L'azienda di Neckarsulm trovò un partner ideale nella Pipe, una Casa automobilistica belga in attività da pochi anni, ma che già aveva raccolto una notevole quantità di consensi, attirando così l'attenzione dei vertici della Neckarsulmer. Nell'autunno del 1905 fu stipulato un contratto fra le due aziende, attraverso il quale la Neckarsulmer acquisì i diritti di fabbricazione di alcuni modelli della Pipe.
Il primo fra questi modelli fu la 18/28 HP, i cui primi esemplari furono assemblati alla fine del 1905, ma la cui presentazione ufficiale avvenne al Salone di Berlino del 1906, tenutosi fra il 3 ed il 18 febbraio.

### Caratteristiche
Come la totalità delle autovetture prodotte nei primi due decenni del Novecento, anche la Neckarsulmer-Pipe 18/28 HP (o NSU-Pipe 18/28 HP) nasceva su di un telaio a longheroni e traverse in acciaio con passo di 3 o 3.44 metri a seconda della variante di carrozzeria, e con sospensioni ad assale rigido con quattro balestre. L'impianto frenante era invece a tamburi sulle ruote posteriori. Il motore era un'unità a 4 cilindri da 3770 cm³ (alesaggio e corsa pari a 100 x 120 mm), caratterizzato dal fatto di possedere già all'epoca uno schema di distribuzione a valvole in testa. Quest'ultima soluzione fu una delle particolarità risalenti al progetto originario della Pipe. La potenza massima era di 28 CV a 1200 giri/min, un valore che consentiva alla vettura di raggiungere una velocità massima di 65 km/h. La trasmissione era a catena ed il cambio era a 4 marce, interfacciato con il motore attraverso una frizione a cono con guarnizione d'attrito in cuoio.
La 18/28 HP era ordinabile in tre varianti di carrozzeria, ossia limousine, landaulet o double phaeton. Il nome con cui la Casa veniva normalmente indicata era quello di Neckarsulmer, anche se già dal 1904, sui serbatoi di alcuni modelli di motociclette aveva cominciato a fare la sua comparsa la sigla N.S.U..

### Evoluzione del modello
Per gran parte del 1906, la vettura è stata prodotta senza particolari aggiornamenti, ma negli ultimi mesi entrò in vigore una legge che andò a modificare la classificazione fiscale delle autovetture. Così, per adeguarsi a tale legge, la denominazione del modello fu mutata in 15/24 HP. La potenza massima rimase però ferma a 28 CV. Va detto che nonostante fosse un modello destinato ad una clientela assai ristretta, la 15/24 HP riuscì ad ottenere un buon risultato commerciale. Il consumo medio era di circa un litro ogni cinque chilometri, un dato che oggigiorno può far sorridere, ma che all'epoca era sicuramente accettabile se si considera il primitivo livello tecnologico dei motori. Con il passaggio alla nuova denominazione, vi furono alcune migliorie tecniche di dettaglio e la velocità massima salì a 70 km/h. Inoltre, venne introdotta una nuova variante di carrozzeria, e cioè l'omnibus. Il telaio a passo lungo fu ridotto da 3.44 a 3.2 metri di interasse.
La produzione della 15/24 HP cessò nel 1908: tale modello, assieme alla contemporanea 32/45 HP, fu sostituito da un modello intermedio denominato 25/40 HP.